# ملكة جمال الولايات المتحدة الأمريكية 1967
ملكة جمال الولايات المتحدة الأمريكية 1967 (بالإنجليزية: Miss USA 1967)‏ هي النسخة السادسة عشرة من مسابقة ملكة جمال الولايات المتحدة الأمريكية منذ انطلاقتها عام 1952، أقيمت المسابقة في 20 مايو 1967 في قاعة ميامي بيتش في ميامي بيتش بفلوريدا، كانت هذه أول مسابقة ملكة جمال الولايات المتحدة الأمريكية الذي يقدمه بوب باركر كمضيف للمسابقة، وكذلك المرة الأولى له على شبكة سي بي إس، في نهاية الحدث فازت سيلفيا هيتشكوك ملكة جمال الولايات المتحدة عام 1967، توجت من قبل ملكة جمال الولايات المتحدة الأمريكية عام 1966، ماريا ريميني من كاليفورنيا. فازت هيتشكوك بملكة جمال الكون فيما بعد وحصلت الوصيفة الثانية شيريل باتون على ملكة جمال الولايات المتحدة لأن الوصيفة الأولى رفضت اللقب.

## النتائج

### المراكز النهائية
| النتائج النهائية                          | المتنافسة |
| ----------------------------------------- | --- |
| ملكة جمال الولايات المتحدة الأمريكية 1967 | - ألاباما - سيلفيا هيتشكوك |
| الوصيفة الأولى                            | - كاليفورنيا - سوزان برادلي |
| الوصيفة الثانية                           | - فلوريدا - شيريل باتون |
| الوصيفة الثالثة                           | - ويسكونسن - جودي بونهام |
| الوصيفة الرابعة                           | - ميزوري - كارين هندريكس |
| أفضل 15                                   | - أريزونا - جوديان ماجنوسون - مقاطعة كولومبيا - ميرا تشودي - إلينوي - بيفرلي لاسك - ماريلاند - ساندي كليفرينغ - نيفادا - جاكلين مور - أوريغون - مورين باسيت - بنسلفانيا - باربرا آن ورونكو - تينيسي - نانسي براكهان - تكساس - بوني روبنسون - فرجينيا - إليزابيث كالمير |

1. ↑  كانت شيريل باتون الوصيفة الثانية في مسابقة ملكة جمال الولايات المتحدة الأمريكية ، لكنها نجحت في حمل لقب ملكة جمال الولايات المتحدة الأمريكية عندما أصبحت سيلفيا هيتشكوك ملكة جمال الكون.

## المتسابقات
قائمة الولايات والمندوبات المشاركات في مسابقة ملكة جمال الولايات المتحدة الأمريكية 1967:
| - ألاباما - سيلفيا هيتشكوك - ألاسكا - ماري لو هيلفريتش - أريزونا - جوديان ماجنوسون - أركنساس - كاتي ورست - كاليفورنيا - سوزان برادلي - كولورادو - كيم كيلي - كونيتيكت - ليندا درو - ديلاوير - ديان جوديفيند - مقاطعة كولومبيا - ميرا تشودي - فلوريدا - شيريل باتون - جورجيا - جين لاينبرغر - هاواي - نانسي فيكتوريا بانكس - أيداهو - شارلين ماك آرثر - إلينوي - بيفرلي ليسك - إنديانا - باميلا تالمادج - آيوا - كاثلين سولت - كانساس - ريجينا وولف - كنتاكي - ديبي ديبل - لويزيانا - ديان مادير - مين - دينيس هيل - ماريلند - ساندي كليفرينغ - ماساتشوستس - باميلا بروكتر - ميشيغان - سونيا دنسون - مينيسوتا - بيتي آن بروير - مسيسيبي - لاسي كوك - ميزوري - كارين هندريكس | - مونتانا - ستيفي لاهتي - نبراسكا - ماري هوث - نيفادا - جاكلين مور - نيوهامبشير - جينيفر براون - نيوجيرسي - جان جالاتا - نيومكسيكو - كليديا نيويل - نيويورك - ويندي كوكس - كارولاينا الشمالية - باتي جان إيفرون - داكوتا الشمالية - جاكلين ليندر - أوهايو - ساندرا كوردس - أوكلاهوما - بيكي بيري - أوريغون - مورين باسيت - بنسيلفانيا - باربرا آن وورونكو - رود آيلاند - نانسي جوليانو - كارولاينا الجنوبية - هوب باترسون - داكوتا الجنوبية - باتريشيا مارشال - تينيسي - نانسي براكهان - تكساس - بوني روبنسون - يوتا - مارلين كريستيانسن - فيرمونت - سوزان بارسونز - فيرجينيا - إليزابيث كالمير - واشنطن - جولي كيلماير - فيرجينيا الغربية - باميلا يونغ - ويسكونسن - جودي بونهام - وايومنغ - هيلين باركر |

## روابط خارجية
- موقع ملكة جمال الولايات المتحدة الأمريكية الرسمي